# Pindos
Pindos (grekiska: Πίνδος), även Pindosbergen (Oroseira Pindhou, albanska: Pindet), är ett bergsmassiv på grekiska fastlandet, mellan Epirus och Thessalien. Det är omkring 160 kilometer långt och sträcker sig från den albanska gränsen i nordväst mot mellersta Grekland i sydost. Pindos högsta berg är Smolikas med en topp på 2 637 m ö.h.

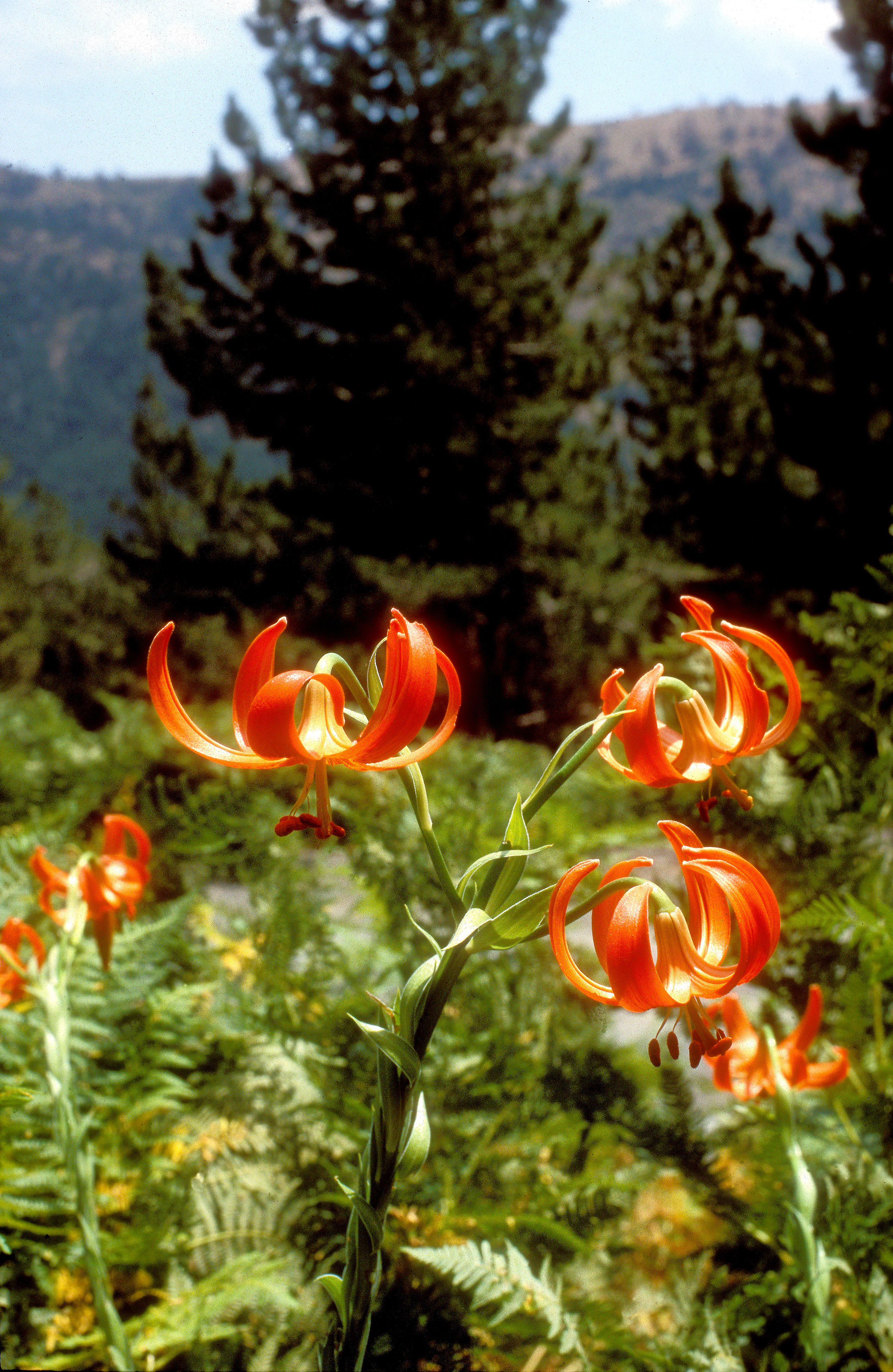
Pindos nationalpark.

Pindos är Greklands centrala bergsmassiv och har kallats dess ryggrad. Dess avlöpare sträcker sig söderut över Peloponnesos och bildar öster ut öarna i Egeiska havet. Pindos sluttningar är täckta av främst gran och tall.
I Pindosbergen finns en stor arumänsktalande befolkning.